# Eucalyptus brevifolia
Eucalyptus brevifolia är en myrtenväxtart som beskrevs av Ferdinand von Mueller. Eucalyptus brevifolia ingår i släktet Eucalyptus och familjen myrtenväxter. Inga underarter finns listade i Catalogue of Life.